# Гуральник, Уран Абрамович
Уран Абрамович Гуральник (5 мая 1921, Винница, Украинская ССР — 1989, Москва, СССР) — русский советский литературовед. Член КПСС с 1943 года.

## Биография
Родился 5 мая 1921 года в Виннице.
В 1941 году окончил филологический факультет МГПИ имени В. И. Ленина. В 1942—1945 годах участвовал в Великой Отечественной войне, был капитаном. Награждён медалью «За победу над Германией в Великой Отечественной войне 1941—1945 гг.». Печатается с 1940 года.
Выступил автором ряда книг и статей о творчестве русских и советских писателей и критиков.
Умер в 1989 году в Москве.

## Награды
- Медаль «За победу над Германией в Великой Отечественной войне 1941—1945 гг.»